# Mutlu Topçu
Mutlu Topçu (Bursa, 16 novembre 1970) è un allenatore di calcio ed ex calciatore turco, di ruolo difensore o centrocampista.

## Palmarès

### Giocatore

#### Competizioni nazionali
- Campionato turco: 3

Beşiktaş: 1990-1991, 1991-1992, 1994-1995
- Coppa di Turchia: 2

Beşiktaş: 1993-1994, 1997-1998
- Supercoppa di Turchia: 3

Beşiktaş: 1992, 1994, 1998